# Macbeth (ópera)
Macbeth é uma ópera em quatro atos do compositor italiano Giuseppe Verdi, com libreto de Francesco Maria Piave. Estreou em Florença em março de 1847. Baseada na peça homônima de William Shakespeare.
| Papel                                                   | Voz                  | Estreia, 14 de março 1847 (Maestro: - ) | Revisada versão Estreia, 19 de abril 1865 (Maestro: - ) |
| ------------------------------------------------------- | -------------------- | --------------------------------------- | ------------------------------------------------------- |
| Macbeth                                                 | barítono             | Felice Varesi                           | Ismael                                                  |
| Lady Macbeth                                            | soprano              | Marianna Barbieri-Nini                  | Rey-Balla                                               |
| Banquo                                                  | baixo                | Nicola Benedetti                        | Bilis Petit                                             |
| Macduff                                                 | tenor                | Angelo Brunacci                         | Montjauze                                               |
| Lady-in-waiting                                         | mezzo-soprano        | Faustina Piombanti                      | Mairot                                                  |
| Malcolm                                                 | tenor                | Francesco Rossi                         | Huet                                                    |
| Médico                                                  | baixo                | Giuseppe Romanelli                      | Guyot                                                   |
| Criado de Macbeth                                       | baixo                | Giuseppe Romanelli                      | Péront                                                  |
| Arauto                                                  | baixo                | Giuseppe Bertini                        | Gilland                                                 |
| Assassino                                               | baixo                | Giuseppe Bertini                        | Caillot                                                 |
| Três aparições                                          | 2 sopranos e 1 baixo |                                         |                                                         |
| Duncano (Duncan), Rei da Escócia                        | Silent               |                                         |                                                         |
| Fleanzio (Fleance)                                      | Silent               |                                         |                                                         |
| Bruxas, mensageiros, nobres, criados, refugiados - coro |                      |                                         |                                                         |

## Gravações Selecionadas
- - 1847 Original versão

| Ano  | Cast (Macbeth, Lady Macbeth, Banquo, Macduff)               | Maestro, Sala de Ópera e Orquestra                  |                                    |
| ---- | ----------------------------------------------------------- | --------------------------------------------------- | ---------------------------------- |
| 2003 | Peter Glossop, Rita Hunter, John Tomlinson, Kenneth Collins | John Matheson BBC Concert Orchestra and BBC Singers | Audio CD: Opera Rara Cat: ORCV 301 |

- - 1865 versão revista

| Ano  | Cast (Macbeth, Lady Macbeth, Banquo, Macduff)                                  | Maestro, Sala de Ópera e Orquestra                                      |                                       |
| ---- | ------------------------------------------------------------------------------ | ----------------------------------------------------------------------- | ------------------------------------- |
| 1952 | Enzo Mascherini, Maria Callas, Gino Penno, Italo Tajo                          | Victor de Sabata Teatro alla Scala Chorus and Orchestra                 | Audio CD: EMI Cat:                    |
| 1959 | Leonard Warren, Leonie Rysanek, Carlo Bergonzi, Jerome Hines                   | Erich Leinsdorf Metropolitan Opera Chorus and Orchestra                 | Audio CD: RCA Cat:                    |
| 1964 | Giuseppe Taddei, Birgit Nilsson, Bruno Prevedi, Giovanni Foiani                | Thomas Schippers, Coro e Orchestra dell' Accademia di Santa Cecilia     | Audio CD: Decca Cat:                  |
| 1971 | Dietrich Fischer-Dieskau, Elena Souliotis, Luciano Pavarotti, Nicolai Ghiaurov | Lamberto Gardelli, London Symphony Orchestra and Ambrosian Opera Chorus | Audio CD: Decca Cat:                  |
| 1976 | Piero Cappuccilli, Shirley Verrett, Placido Domingo, Nicolai Ghiaurov          | Claudio Abbado, Teatro alla Scala Chorus and Orchestra                  | Audio CD: Deutsche Grammophon Cat:    |
| 1976 | Sherrill Milnes, Fiorenza Cossotto, José Carreras, Ruggero Raimondi            | Riccardo Muti, New Philharmonia Orchestra and Ambrosian Opera Chorus    | Audio CD: EMI Cat:                    |
| 2008 | Zeljko Lucic, Maria Guleghina, John Relyea, Dimitri Pittas                     | James Levine, Metropolitan Opera Orchestra, Chorus, and Ballet          | DVD : EMI Classics Cat: 5099920630492 |

## Sinopse da ópera Macbeth
Composta na juventude de Verdi, Macbeth só estreou em 1847, em Florença. Dividida em quatro atos, a obra baseada na história homônima de William Shakespeare se passa na Escócia e Inglaterra do século XI. A composição foi revista pelo próprio Verdi quando de sua estreia em Paris, 17 anos depois.
Em Macbeth, Shakespeare discorreu sobre o poder - não se trata de uma história de amor - e os crimes que o homem pode cometer para obtê-lo. Na ópera de Verdi, a história começa quando Macbeth e Banquo, ambos generais de Duncan, o rei da Escócia, encontram um grupo de feiticeiras. Macbeth é saudado profeticamente como Guerreiro de Cawdor e Rei da Escócia, e Banquo, como o pai de um futuro rei. Um servo traz a mensagem de que "Sir de Cawdor" fora enforcado e que todas as terras e o título, por determinação do rei, foram transferidos para Macbeth. Cumpria-se, assim, a primeira profecia das bruxas.
No castelo, a ambiciosa Lady Macbeth lê com satisfação a carta que o marido lhe enviara, relatando o ocorrido. O Rei Duncan passará a noite no castelo, e essa é a oportunidade que Lady Macbeth queria. Ela convence o marido a matar o soberano e a assumir o poder. Macbeth mata Duncan, toma-lhe a coroa, mas passa a viver atormentado com sua consciência, e também com a profecia das feiticeiras, de que um filho de Banquo - e não dele - o sucederá. Ele e a mulher decidem matar Banquo e o filho, para que a profecia não se concretize. Banquo é morto, mas o filho escapa.
O casal Macbeth está dando um banquete no castelo, quando chega o notícia da morte de Banquo e da fuga de seu filho. Macbeth começa a ver o fantasma de Banquo. Lady Macbeth, tentando esconder a situação dos convidados, age como se nada estivesse acontecendo - canta, brindando a todos. Mas Macbeth tem outra crise e se dirige cada vez mais agressivamente aos convidados. O ato acaba com um grande conjunto: os convidados ficam confusos, Lady Macbeth repete que os mortos não voltam, e Macbeth decide consultar as feiticeiras novamente.
O terceiro ato começa em uma caverna escura. Feiticeiras invocam espíritos malignos, quando Macbeth chega ansioso por saber de seu futuro. As feiticeiras invocam aparições para atender o novo rei. A primeira é a cabeça de um guerreiro, que previne Macbeth contra Macduff. A segunda - uma criança ensanguentada -, diz-lhe que não deve temer a ninguém que tenha nascido de uma mulher. A terceira - uma criança coroada -, afirma que Macbeth jamais será vencido até que o bosque de Birmane caminhe e se volte contra ele. Há, depois, um desfile de oito reis, o último dos quais é Banquo, que traz à mão um espelho. O terceiro ato termina com a chegada de Lady Macbeth, que ouve o relato do marido sobre as aparições. Ambos decidem agir com violência para eliminar qualquer opositor.
O quarto ato começa no campo, perto da fronteira entre a Escócia e a Inglaterra. Um grupo de refugiados comenta a opressão que sofre a Escócia sob o reinado de Macbeth. Macduff, que teve a mulher e os filhos assassinados pelo tirano, expressa sua dor em uma bela ária.
Malcom, líder da força inglesa, ordena que cada soldado corte um galho de árvore e o carregue consigo, investindo contra Macbeth. Nessa noite, Lady Macbeth agita-se sonâmbula, blasfemando contra o próprio remorso, que a leva à loucura e à morte. Macbeth, informado sobre a morte de sua mulher, prepara-se para combater os inimigos, acreditando na invencibilidade. Soldados o informam que o bosque de Birmane está se movendo.
Na batalha, Macduff encontra Macbeth e investe contra ele. Macbeth brama que ninguém nascido de mulher poderia matá-lo. Macduff conta que foi "arrancado do ventre de sua mãe" - e o fere mortalmente. A ópera acaba com um coro vitorioso dos escoceses liberados.